# Klosterstraße 15 (Mönchengladbach)

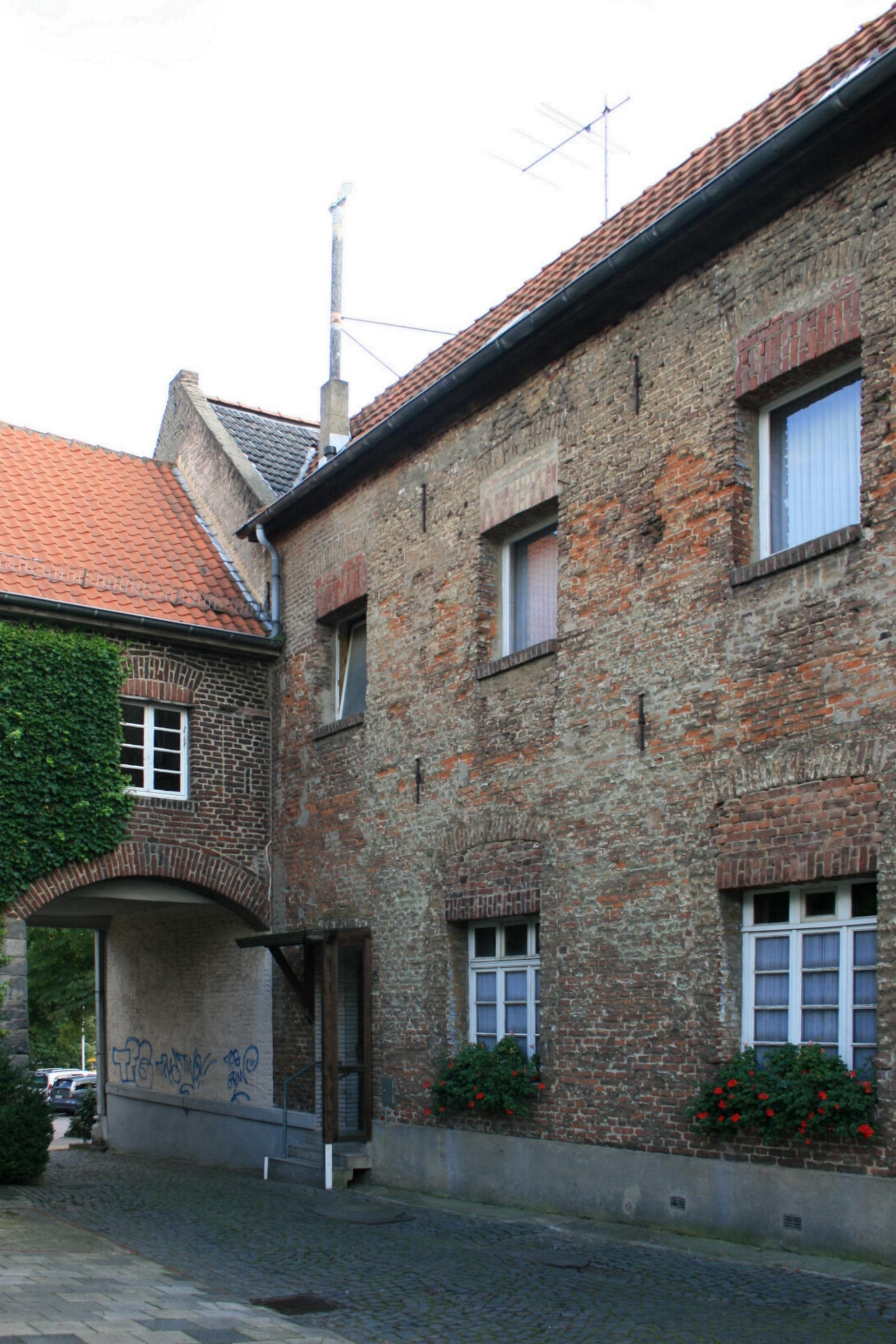
Wohnhaus (2010)

Das Wohnhaus Klosterstraße 15 steht im Stadtteil Wickrath in Mönchengladbach (Nordrhein-Westfalen).
Das Gebäude wurde Ende des 17. Jahrhunderts erbaut. Es wurde unter Nr. K 046  am 30. Januar 1992 in die Denkmalliste der Stadt Mönchengladbach eingetragen.

## Architektur
Das Objekt ist Teil des ehemaligen Kreuzherrenklosters. Es schließt unmittelbar an die Tordurchfahrt des Wirtschaftshauses an. Es handelt sich um ein traufständiges, zweigeschossiges und zweiachsiges Gebäude zum Wickrather Markt hin. Das Backsteinhaus trägt ein Satteldach.